# Zeď na hranicích USA a Mexika

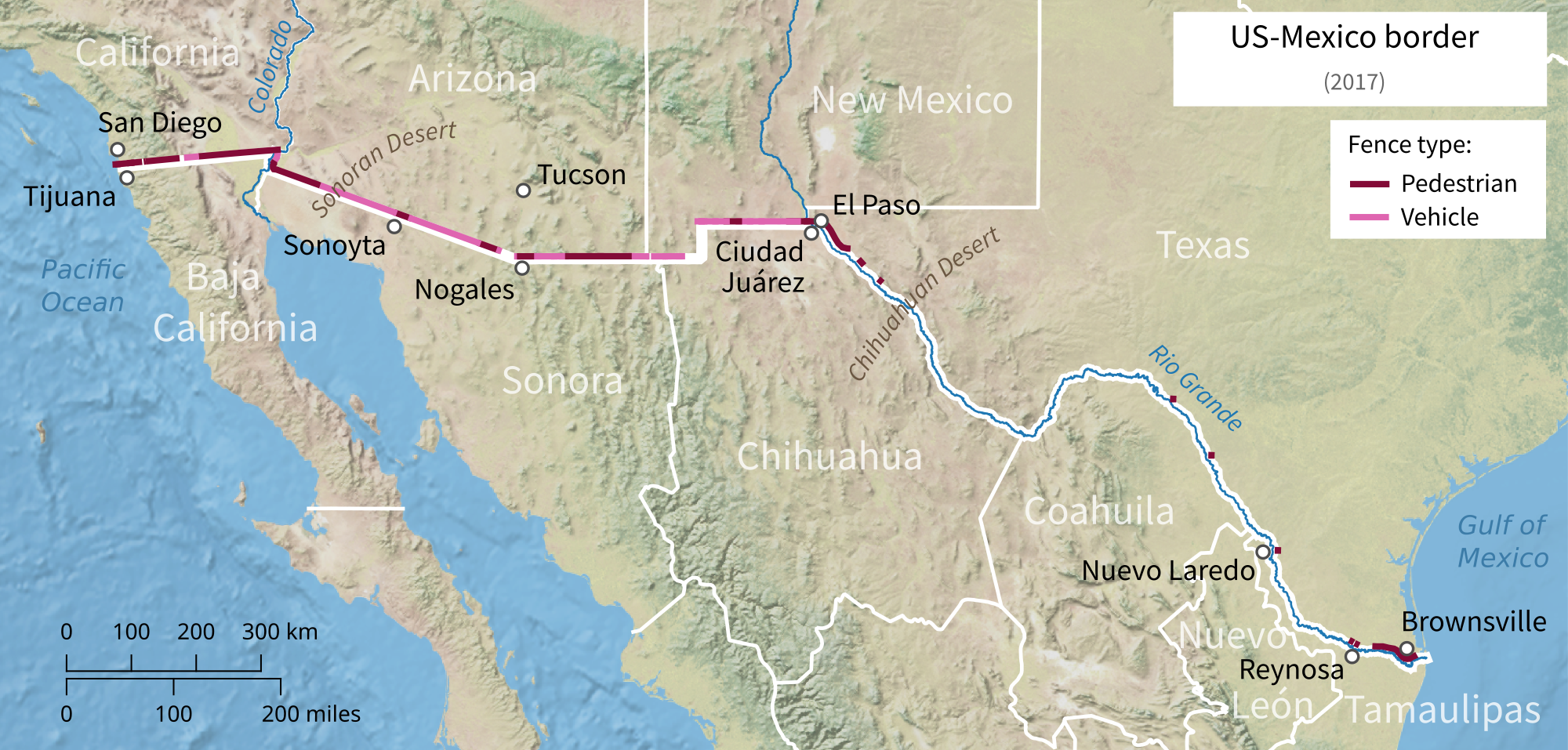
Stav hraniční zdi k roku 2017

Hraniční zeď mezi Mexikem a Spojenými státy (anglicky Mexico–United States border wall, španělsky Muro fronterizo Estados Unidos–México) je řada vertikálních bariér podél hranice mezi Mexikem a Spojenými státy americkými, jejichž cílem je omezit nelegální imigraci do Spojených států z Mexika. Bariéra není souvislá struktura, ale řada překážek různě klasifikovaných jako ploty nebo zdi. Mezi fyzickými bariérami je bezpečnost zajištěna „virtuálním plotem“ senzorů, kamer a dalšího sledovacího zařízení používaného pracovníky Pohraniční stráže Spojených států. Celková délka státní hranice je 3145 km, z toho 2020 km je Rio Grande.

## Historie
Po mexicko-americké válce až do začátku 20. století byla hranice otevřená a málo hlídaná, ale rostoucí napětí mezi oběma zeměmi v průběhu mexické revoluce a první světové války vedlo k obavám z pašování zbraní, přílivu uprchlíků a přeshraniční špionáže. První bariéru vytvořily USA mezi lety 1909 a 1911 v podobě ostnatého drátu, později byla v roce 1929 rozšířena o šest stop vysoký řetězový plot.
Bariéry byly postupně rozšiřovány v průběhu dalších desetiletí a ve 20. letech 20. století se staly běžným prvkem ve městech na hranicích. Ve 40. letech postavil Úřad pro imigraci a naturalizaci USA řetězové bariéry podél hranice. V roce 1978 schválil americký Kongres žádost Jimmyho Cartera o financování stavby plotu v délce 43 km poblíž měst San Ysidro v Kalifornii a El Paso v Texasu. V roce 2006 podepsal George W. Bush zákon, který autorizoval a částečně financoval výstavbu více než 1100 km fyzických plotů a bariér podél hranice.
Během prezidentského úřadu Donalda Trumpa bylo postaveno dalších cca 700 km bariér a plotů. V lednu 2021 prezident Joe Biden podepsal výkonné nařízení, kterým zastavil veškerou stavbu a nechal vypracovat plány na využití finančních prostředků jinde, ale již postavené části zdi neplánuje zbourat. Výstavba pokračuje na pozemcích, které byly pro tento účel získány.

## Galerie

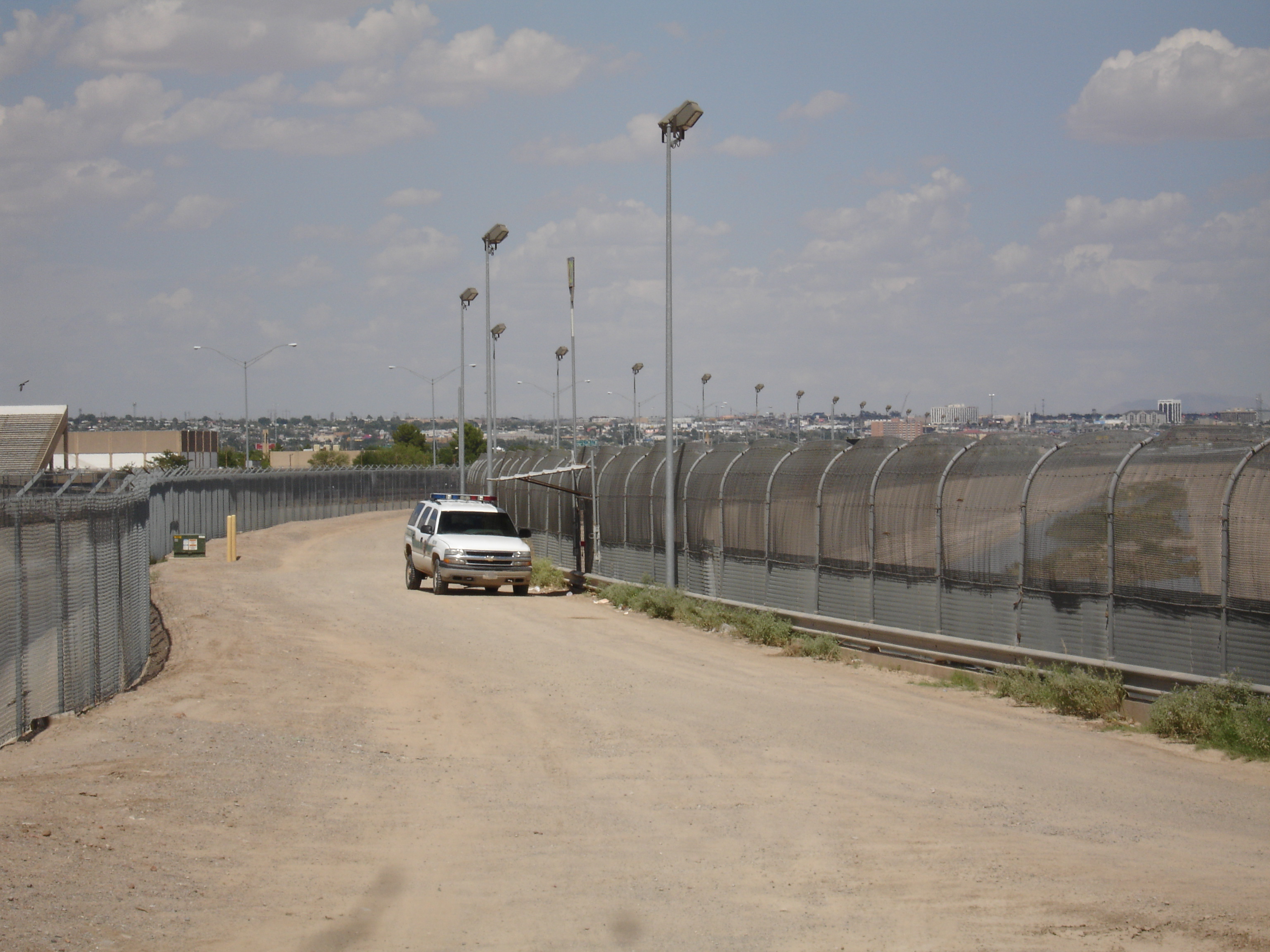
Hlídka u hraniční zdi poblíž El Pasa, 2007
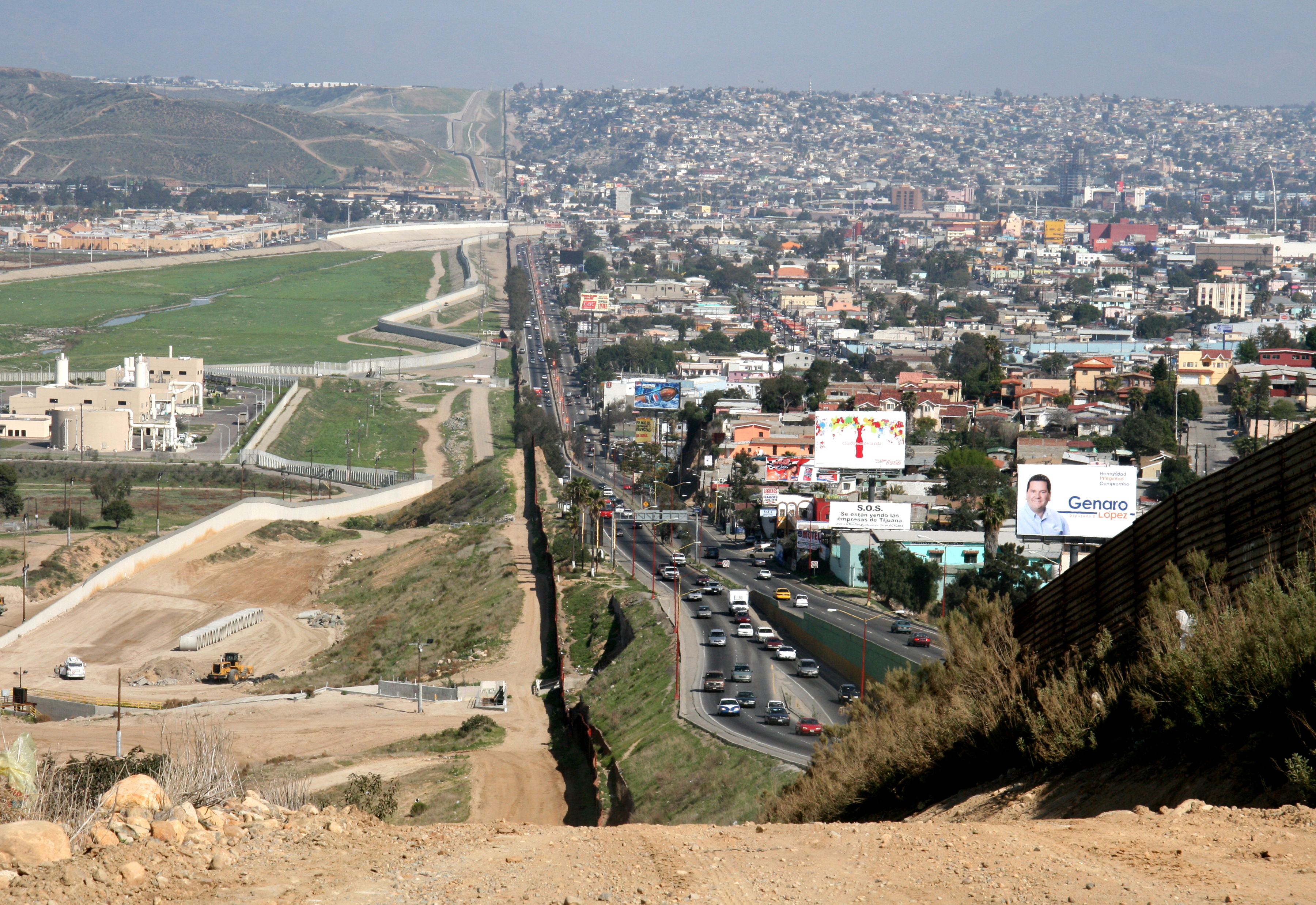
Vlevo San Diego (USA), vpravo Tijuana (Mexiko), 2007
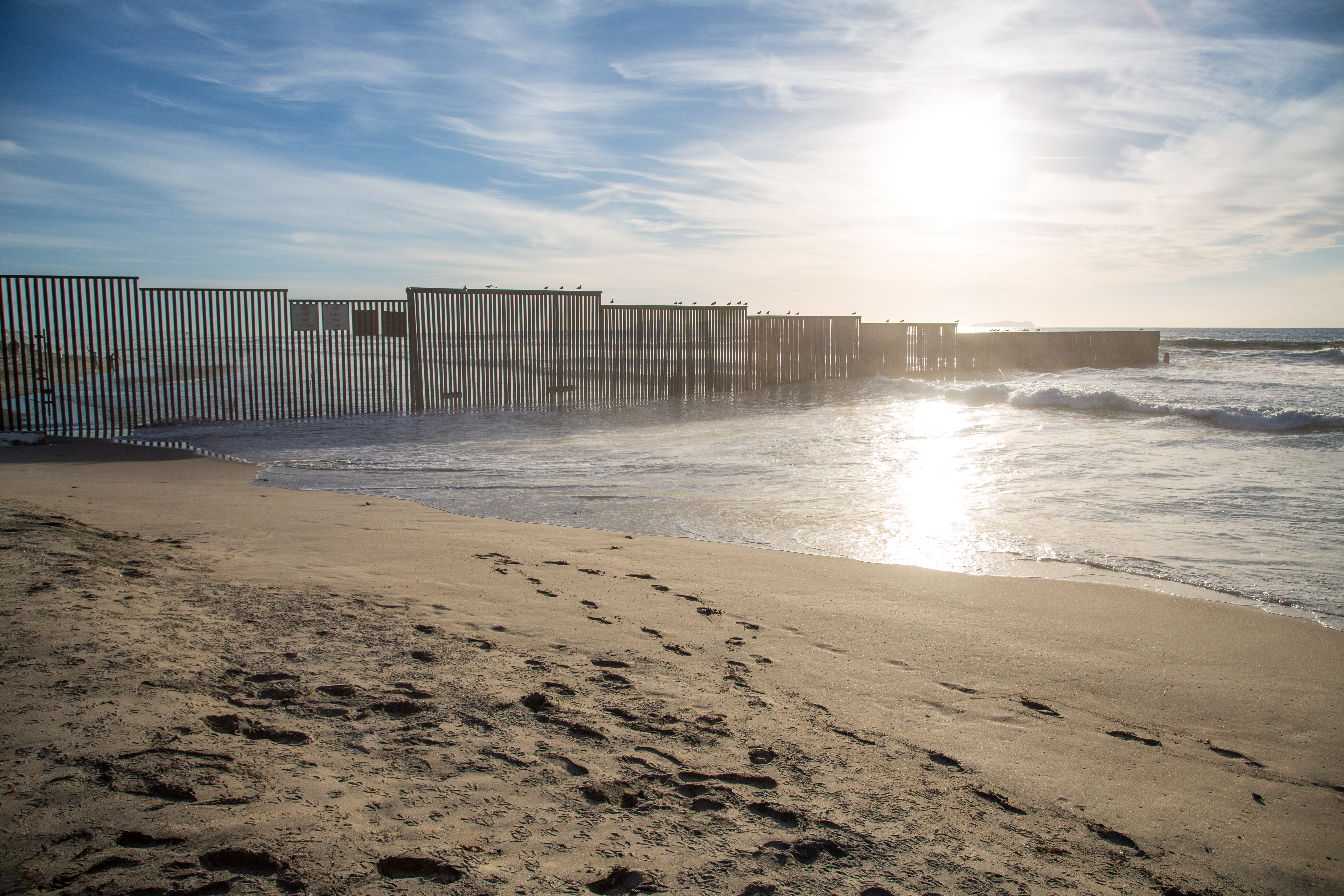
Zakončení zdi na pobřeží Tichého oceánu, 2014
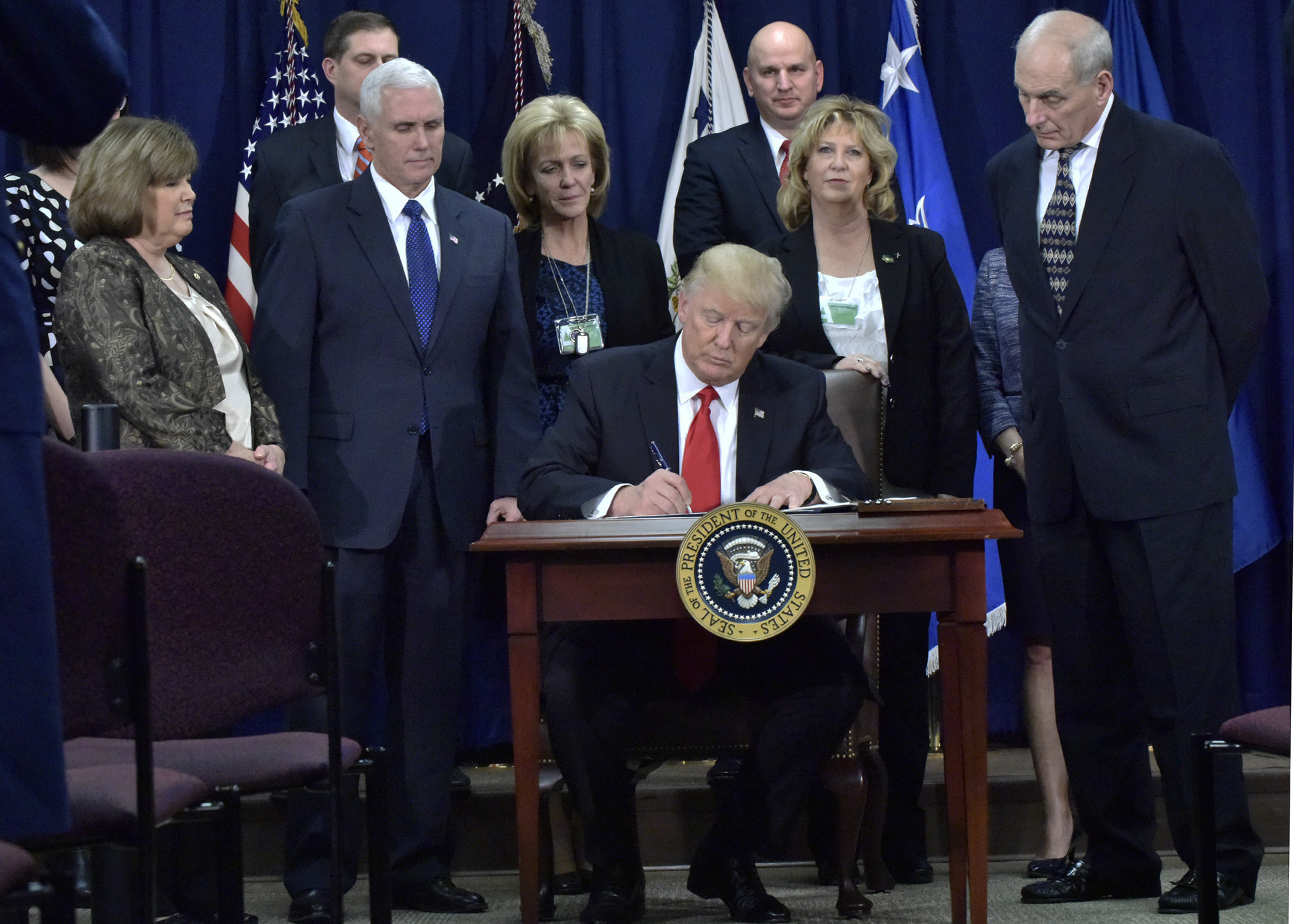
Prezident Trump při podpisu výkonného nařízení č. 13767, o rozšíření pohraniční zdi, 2017
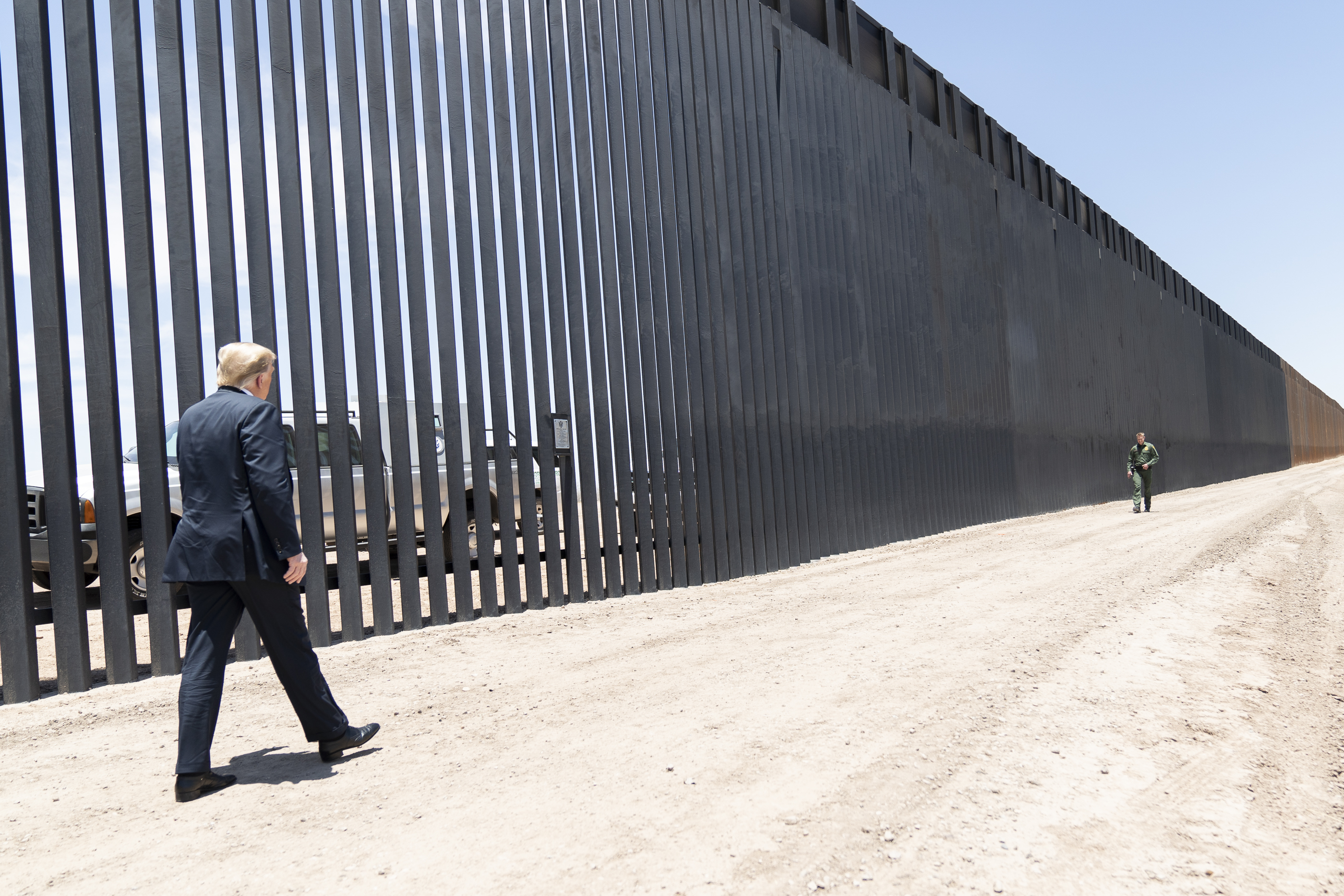
Prezident Trump u nově postaveného úseku bariéry v Arizoně, 2020